# Ein Harod

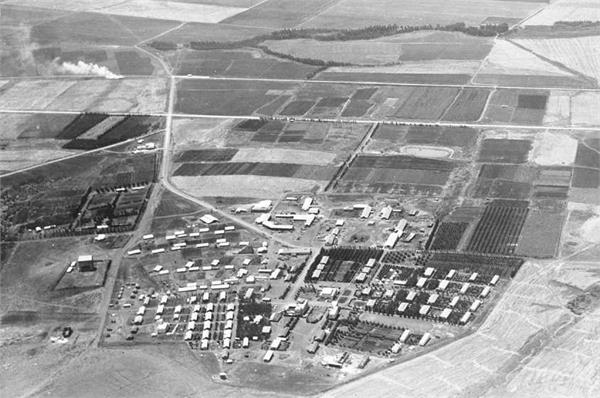
Kibutz Ein Harod, 1939

Ein Harod ( en hebreo: עֵין חֲרוֹד‎  ) fue un kibutz en el norte de Israel, cerca del monte Gilboa. Fundado en 1921, se convirtió en el centro del movimiento kibutz del Mandato Palestino y alberga la sede de la mayor organización de kibutz de Israel HaKibbutz HaMeuhad.
En 1923, parte de la comunidad se dividió en Tel Yosef, y en 1952 el resto de la comunidad se dividió en Ein Harod (Ihud) y Ein Harod (Meuhad).
Debe su nombre al manantial cercano entonces conocido en árabe como Ain Jalut, "Manantial de Goliat", hebraizado como "Ein Harod", ahora Ma'ayan Harod. Fue construido en un terreno que antiguamente pertenecía a los pueblos de Qumya y Tamra.

## Historia

### Edad Media
El kibutz original estaba ubicado cerca del campo de batalla de Ayn Jalut en 1260, una batalla en la que los mongoles sufrieron su primera derrota a manos de los mamelucos, lo que posiblemente salvó al sultanato mameluco de la aniquilación.

### Era otomana y mandato británico
A principios del siglo XX, el manantial y sus alrededores eran propiedad de la familia Sursock de Beirut, que había comprado el terreno al gobierno otomano en 1872 y había establecido una pequeña aldea en la zona.
En 1921, cuando los Sursock vendieron la tierra, las nueve familias que vivían aquí solicitaron a la nueva administración británica la propiedad perpetua, pero sólo se les ofreció un arrendamiento breve con opción a compra, y la tierra fue adquirida por la comunidad judía como parte de las Compras de Sursock.
Llamado "Bloque Nuris " en honor a una aldea árabe cercana, el área fue comprada por el activista sionista Yehoshua Hankin a través de la Compañía Palestina para el Desarrollo de Tierras.

### La primera ubicación del kibutz

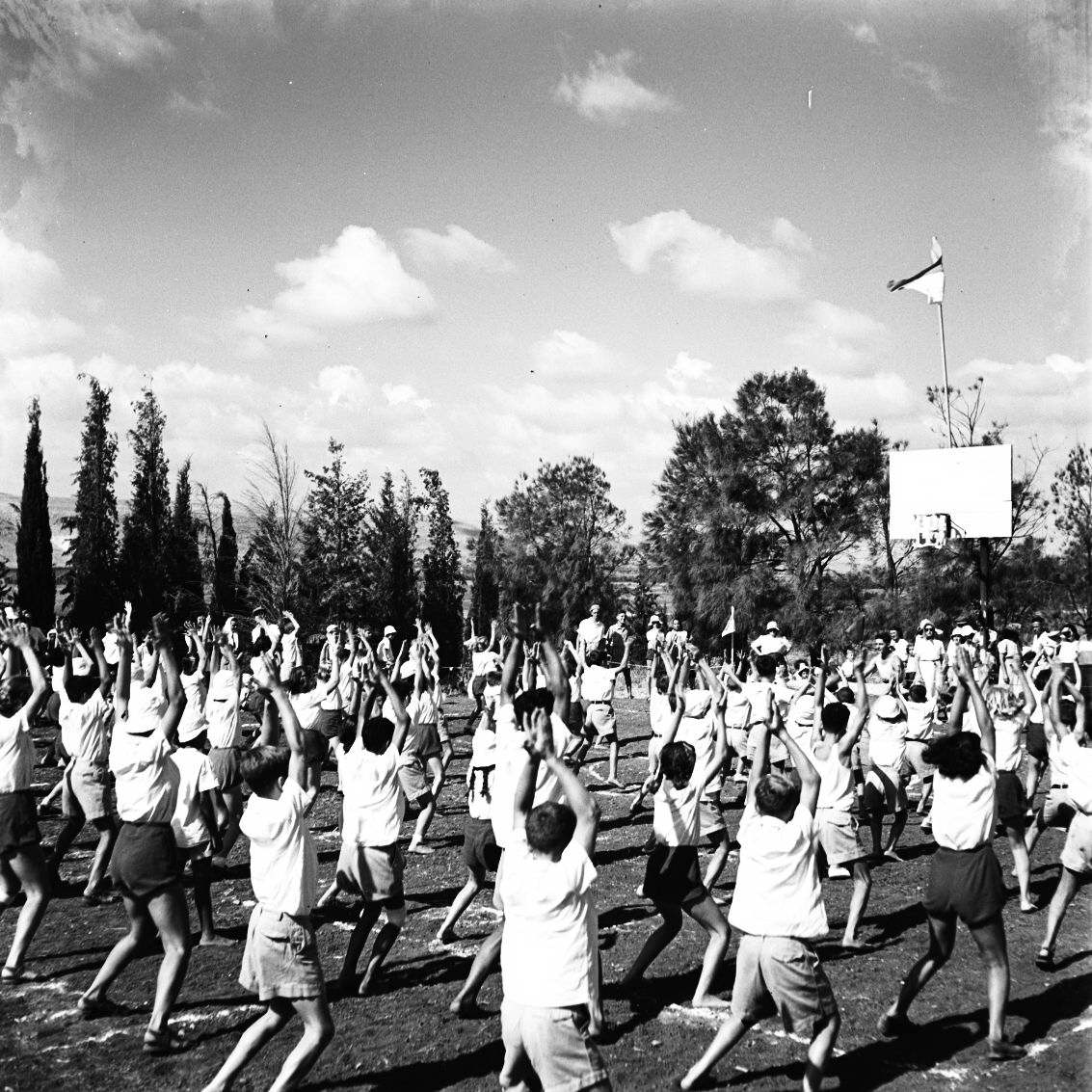
Celebraciones del 25 aniversario

El kibutz fue fundado en 1921 por pioneros judíos rusos de la Tercera Aliá.
En 1921, miembros del Gdud HaAvoda, "Batallón de Trabajo", en un momento en el que sus trabajos en carreteras estaban disminuyendo, establecieron un campo de trabajo en el valle de Harod, la extensión oriental del valle de Jezreel, al pie del monte Gilboa. En 1921, 35 jóvenes del Gdud montaron tiendas de campaña en las fuentes del Harod.
Shlomo Lavi, uno de los líderes del Gdud, había imaginado el "Gran Kvutza", un asentamiento que constaría de varias granjas repartidas en un vasto terreno con agricultura e industria. Su plan fue aprobado por la Organización Sionista Mundial, pero con algunas limitaciones en su visión detallada. El Gdud comenzó a construir este asentamiento cerca de Ain Jalut, que los judíos conocían como Ein Harod. Yehuda Kopolevitz Almog, uno de los líderes del Gdud, describe que el primer día los colonos instalaron tiendas de campaña y comenzaron a cercar su campamento con alambre de púas y trincheras defensivas. El grupo comenzó a cultivar tierras que la Compañía Palestina para el Desarrollo de Tierras había comprado en la aldea árabe de Nuris, en la parte oriental del valle de Jezreel. Los miembros del Gdud trabajaron aquí en el drenaje de los pantanos, una fuente permanente de malaria.
Los primeros 74 miembros pioneros se dividieron en dos grupos. Uno que formaba parte de la Segunda Aliá, exmiembros del Hashomer y del Kvutzat Kinneret, y el otro de la Tercera Aliá. En los primeros meses, los colonos sembraron campos, plantaron un bosque de eucaliptos, pavimentaron caminos y secaron pantanos. En el campamento se instaló un ulpán, una escuela para aprender hebreo. En diciembre de 1921, varios miembros del Gdud establecieron una segunda granja llamada Tel Yosef (en honor a Joseph Trumpeldor) en la colina de Qumya. Los desacuerdos sobre fondos y política interna llevaron a Ein Harod y Tel Yosef a separarse en 1923, y muchos miembros dejaron el primero por el segundo. El grupo que permaneció en Ein Harod incluía 110 miembros y estaba encabezado por Lavi, Yitzhak Tabenkin, Aharon Zisling y David Maletz. El grupo de Ein Harod siguió recibiendo poco apoyo de las organizaciones sionistas y después de los disturbios palestinos de 1929, los miembros optaron por trasladar su campamento de la zona del manantial a la colina de Qumya, junto a Tel Yosef y, por tanto, el asentamiento del manantial fue abandonado. Se cree que dos tercios del grupo se han reasentado en Tel Yosef. Si bien a veces se considera que Ein Ḥarod se fundó en 1921 y Tel Yosef en 1923, juntos formaron una unidad agrícola. El manantial continuó siendo utilizado como lugar de campamento para los pioneros de Beit HaShita y Dovrat antes de su partida a sus ubicaciones permanentes.

Según un censo realizado en 1922 por las autoridades del Mandato Británico, Ein Harod tenía una población de 244 judíos.

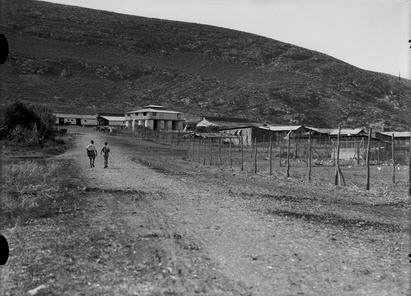
Ein Harod 1925
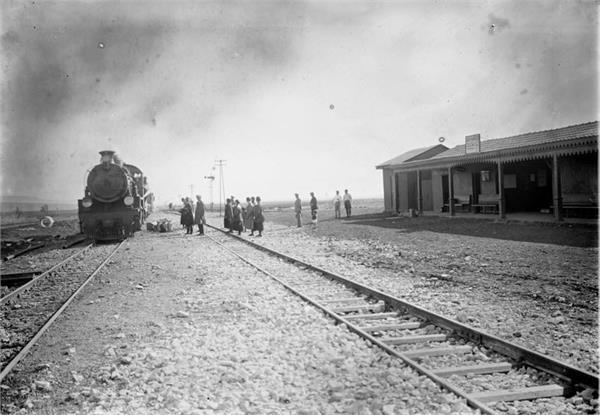
Estación de tren de Ein Harod 1925
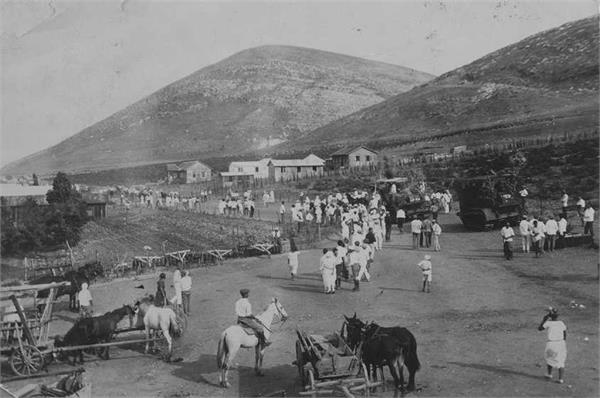
Kibutz Ein Harod 1926
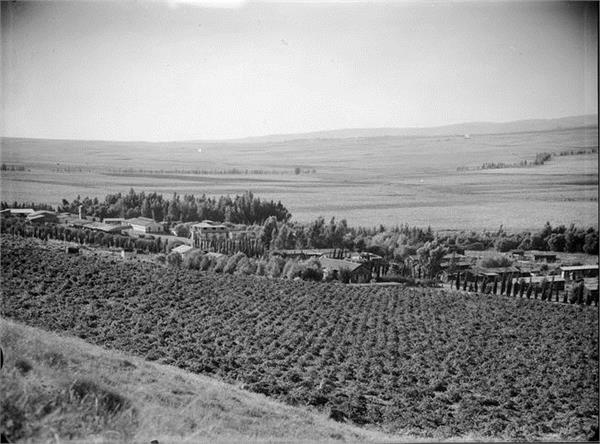
Ein Harod 1930
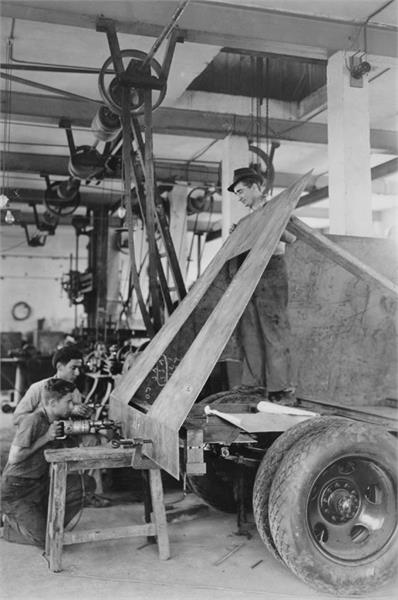
Ein Harod construyendo vehículos blindados 1938
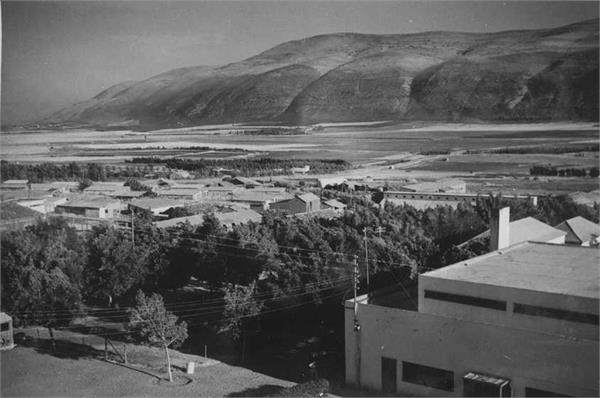
Ein Harod 1945
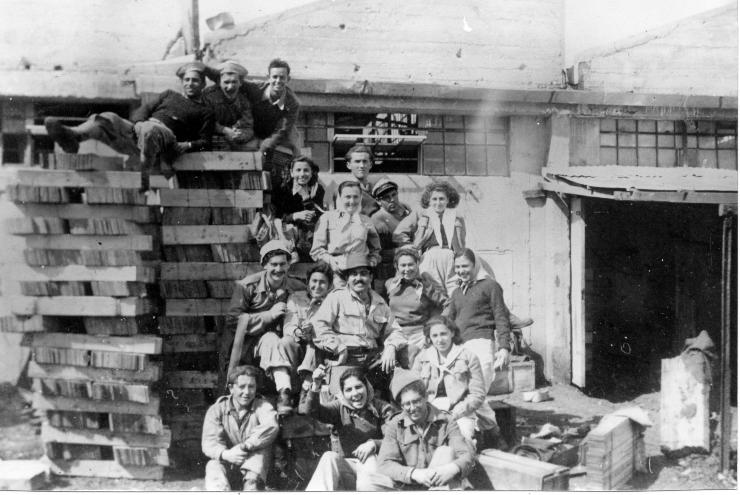
Kibutz Ein Harod, 1949

### Liderazgo del movimiento kibutz
En 1924, al grupo Ein Harod se unieron miembros del grupo Havurat HaEmek. En 1925, bajo el liderazgo de Yitzhak Tabenkin, Ein Harod se convirtió en el centro del movimiento kibutz a nivel nacional, al que se unieron miembros de Yagur, Ashdot Yaakov y Ayelet HaShahar, formando la base del HaKibbutz HaMeuhad.
Ein Harod se convirtió en la sede organizativa del movimiento. En 1926, se produjo una desintegración del Gdud HaAvoda debido a diferencias ideológicas que separaban a los marxistas de los izquierdistas más moderados, y Ein Harod y Tel Yosef cesaron su estrecha cooperación.

### Ubicación permanente
En 1930, cuando el colectivo se trasladó a una ubicación permanente al pie de la colina Kumi, el kibutz tenía 239 miembros.
La aldea jugó un papel importante en la defensa de la zona durante la revuelta árabe en Palestina de 1936-1939, conocida por los judíos de la época como "los disturbios", durante la cual fue la base de los Escuadrones Nocturnos Especiales de Orde Wingate. En 1945, la Haganá tenía allí una pequeña prisión en la que detenían a miembros del Irgun durante la Temporada.Sin embargo, el 29 de junio de 1946, como parte de la Operación Agatha, el ejército británico ocupó el kibutz por la fuerza. En 1947 tenía una población de 1.120 habitantes.
En 1949, también se estableció el pueblo de Gidona cerca del manantial para inmigrantes judíos de Yemen.

## División ideológica
En 1952, a raíz de diferencias ideológicas entre los partidarios de los dos principales partidos socialistas, Mapai y Mapam, el kibutz se dividió, creando dos kibutzim separados: Ein Harod (Ihud), afiliado a Mapai y perteneciente a Ihud HaKvutzot veHaKibbutzim, y Ein Harod (Meuhad), afiliado a Mapam y perteneciente al HaKibbutz HaMeuhad. Hoy ambos kibutzim pertenecen al Movimiento Kibutz Unido. (Kibutzim sería el plural de kibutz, aunque la RAE lo considera inmutable.)

## Museos

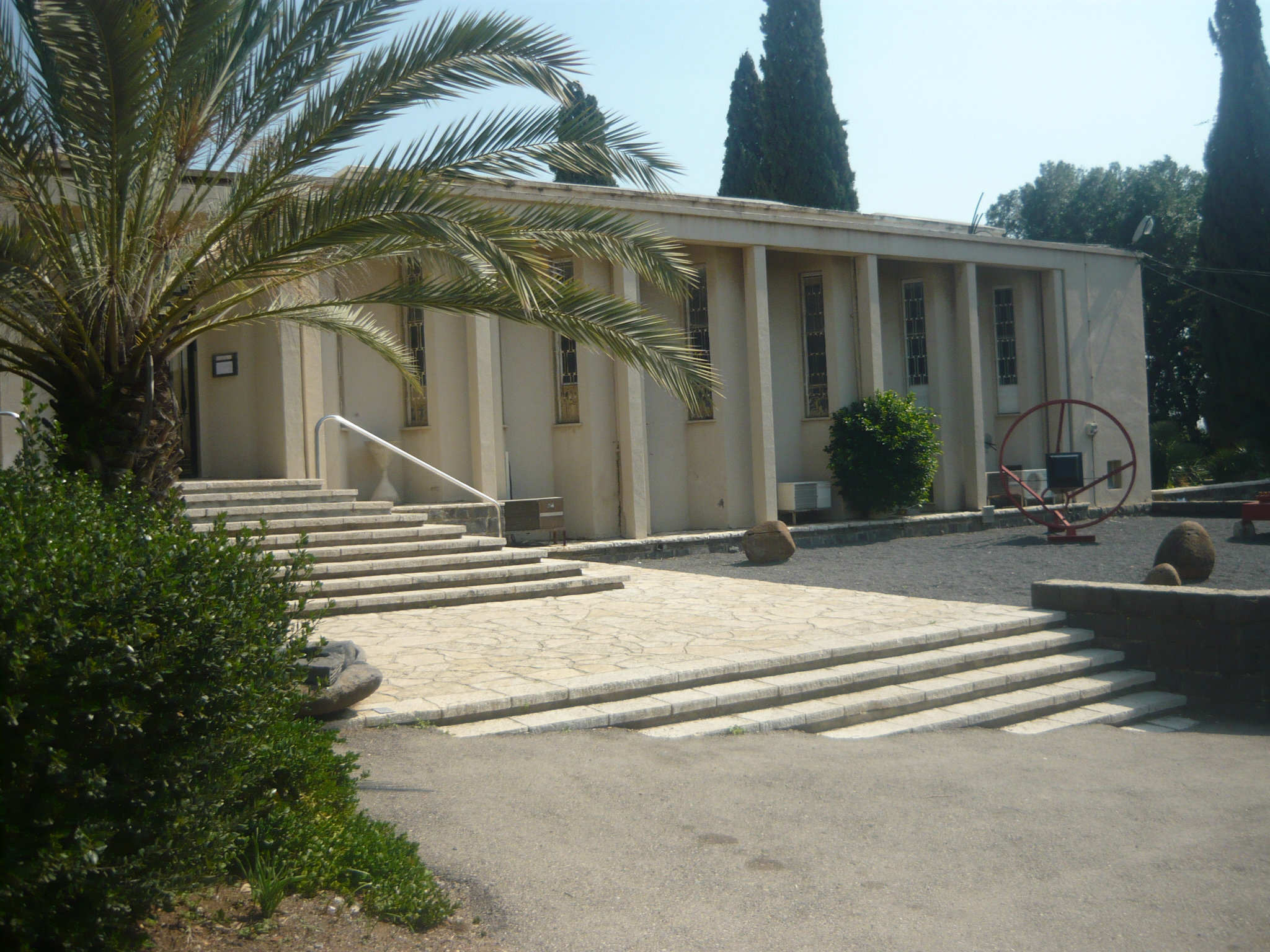
Museo de Arte Ein Harod, inaugurado en 1948

El Museo de Arte Mishkan es uno de los primeros museos de arte de Israel. El museo fue fundado en 1937 como un "rincón de arte" durante los primeros años del kibutz con la creencia de que la cultura y el arte se encontraban entre los componentes esenciales de una sociedad. Las obras de arte se exhibieron inicialmente en el estudio de arte propiedad de Haim Atar, una pequeña cabaña de madera. Un nuevo e imponente edificio museístico diseñado por el arquitecto Samuel Bickels fue inaugurado en 1948. Durante la construcción del museo, se produjo la división Mapai/Mapam de 1952, pero el museo se conservó como institución conjunta para los kibbuzim divididos. El museo fue declarado "sitio patrimonial" por el Consejo para la Conservación de Sitios Patrimoniales de Israel.
El Museo Beit Shturman alberga una colección de arqueología y artefactos relacionados con la historia local de la zona.

## Gente notable
- Yosef Alon
- Meir Har-Zion (1934-2014), comando militar
- Dorothea Krook-Gilead
- Shlomo Lavi, miembro fundador; Activista y político sionista
- Avraham Shlonsky (1900-1973), miembro fundador; Autor, traductor y editor hebreo
- Yitzhak Tabenkin (1888-1971), miembro fundador; Activista y político sionista
- Aharon Zisling
- Haim Atar (1902-1953), pintor, miembro fundador
- Aviva Rabinovich, profesora de botánica